# 1367
1367 је била проста година.

## Рођења
- 6. јануар — Ричард II, енглески краљ (†1400)
- 3. мај — Хенри IV, енглески краљ (†1413)